# Lillstrandtjärnen
Lillstrandtjärnen är en sjö i Piteå kommun i Norrbotten och ingår i Lillpiteälvens huvudavrinningsområde.